# Бурунди
Буру́нди (рунди Burundi, Uburundi, фр. и англ. Burundi), полная официальная форма — Респу́блика Буру́нди (рунди Republika y'u Burundi, Irepuburika y’Uburundi, фр. République du Burundi, англ. Republic of Burundi) — государство в Восточной Африке, входящее в число наименее развитых стран в мире. Граничит с Руандой на севере, ДР Конго — на западе и Танзанией — на востоке и юго-востоке. Выхода к морю не имеет. На юго-западе омывается озером Танганьика.
Столица — Гитега. Государственные языки — рунди, французский и английский.
Численность населения — 11 099 298 (78-е место в мире). Основное население — народ рунди.

## Этимология
Название страны состоит из основы рунди — самоназвания основного этноса и классифицирующего префикса бу-, служащего для обозначения территории, занимаемой соответствующим этносом. Таким образом, название страны на языке рунди означает «земля народа рунди».

## География

### Географическое положение
Основная статья: География Бурунди
Бурунди — государство, не имеющее выхода к морю. Общая протяжённость границы — 974 км. Граничит: на западе — с Демократической Республикой Конго (233 км), на севере — с Руандой (290 км), на востоке и юго-востоке — с Танзанией (451 км). Площадь страны составляет 27 830 км², из которых 25 650 км² приходится на сушу. Государство расположено на плато, спускающемся на юго-западе к озеру Танганьика.

### Рельеф
Территория в основном состоит из плато. На западе расположена меридионально направленная горная цепь, которая продолжается в Руанде. Средняя высота центрального плато — от 1 525 до 2 000 м. Расположенная к юго-востоку от Бужумбуры гора Хека (наивысшая вершина страны), достигает 2 760 метров. На юго-востоке и юге страны возвышенности достигают около 1370 метров. Полоса земли вдоль реки Рузизи к северу от озера Танганьика, являющаяся частью Восточно-Африканской рифтовой долины, — единственная область страны ниже 915 метров. Около озера Танганьика находится и самая низкая точка страны — 772 метра. Озеро Танганьика и впадающая в него пограничная река Рузизи лежат на расширяющейся к северу равнине с плодородными почвами. В центре страны и на востоке расположены равнины, окружённые горами и болотами.

### Геология и почвы
Большая часть Бурунди сложена складчатыми и незначительно трансформированными обломочными породами мезопротерозойского Кибаранского пояса, который простирается от Демократической Республики Конго до Танзании и Уганды через Бурунди и Руанду. Кибаранские скалы смешаны с гранитными породами и на протяжении 350 км здесь есть узкая зона мафических и ультрамафических интрузий. В восточной части страны Кибаранский пояс ограничен неопротерозойскими водными осадками Маларагази с базальной смесью, аспидным сланцем, доломитовым известняком и лавой. К северу от озера Танганьика страна сложена отложениями третичного и четвертичного периодов.
В стране в основном преобладают светлые лесопроизводные почвы, формирующие тонкий слой гумуса над латеритовыми (богатыми железом) субпочвами. Лучшие почвы образованы аллювием, но они ограничены долинами крупных рек. Серьёзной проблемой является эрозия почвы, связанная с уклонами поверхности и осадками, а также развитием сельского хозяйства.

### Полезные ископаемые
В Бурунди имеются значительные месторождения полевого шпата, каолина, фосфора, металлов платиновой группы, кварцита, редкоземельных металлов, ванадия, известняка. В Мабайи, Чанкузо, Тора-Рузибази, Муйинге расположены месторождения золота. В провинциях Каянза и Кирундо разрабатываются месторождения касситерита, колумбитотанталита и вольфрама.
Запасы никеля, обнаруженные в 1974 году, оценены в 370 миллионов тонн (3 — 5 % от мировых запасов).

### Климат
Климат Бурунди в основном тропический со значительными дневными амплитудами температур. Температура заметно варьируется в зависимости от высоты в разных регионах страны.
Средняя температура в центральном плато составляет 20 °C, на территории вокруг озера Танганьика — 23 °C, на территориях наиболее высоких гор — 16 °C. Средняя годовая температура в Бужумбуре составляет 23 °С.
Осадки нерегулярны, наиболее обильны на северо-западе страны. На большей части Бурунди среднее годовое количество осадков составляет 1300—1600 мм, на равнине Рузизи и северо-восточной части страны — 750—1000 мм. Выделяют четыре сезона в зависимости от выпадения осадков: длинный сухой сезон (июнь — август), короткий влажный сезон (сентябрь — ноябрь), короткий сухой сезон (декабрь — январь) и длинный влажный сезон (февраль — май).

### Водные ресурсы
Основные реки: Рузизи, Марагарази и Рувубу. Ни одна из них не является судоходной. Вода рек Марагарази и Рузизи используется для орошения в восточной и западной частях страны.
Реки образуют большую часть границ страны. Так, Каньяру и Кагера отделяют Бурунди от Руанды на многих участках общей границы, а река Марагарази образует большую часть южной границы страны.
В Бурунди находится наиболее отдалённый от устья исток Нила. Хотя формально Нил начинается от озера Виктория, к течению Нила относится впадающая в это озеро река Кагера, истоки верхнего притока которой, реки Рувьиронза, находятся на горе Кикизи на территории государства.
Озеро Танганьика, расположенное на юге и западе страны, разделено между Бурунди, Танзанией и Демократической Республикой Конго. На северо-востоке страны расположены озёра Кохохо и Ругверо.

### Флора и фауна
Бурунди — в основном сельскохозяйственная пастбищная страна, поэтому в ней производится вырубка лесов, что приводит к эрозии почвы и разрушению естественной среды обитания животных. Леса из-за перенаселённости Бурунди сегодня вырублены почти на всей территории страны, кроме площади, составляющей около 600 км². Площадь лесов ежегодно сокращается на 9 % от общей площади. В оставшихся лесах преобладают эвкалипт, акация, инжир и масличная пальма. Большая часть страны покрыта саванной.
Фауна Бурунди была богатой до развития сельского хозяйства. Тут встречаются бегемоты, львы, шимпанзе, бородавочники и др.
Среди крупных млекопитающих, в настоящее время в стране встречаются слоны, бегемоты, крокодилы, африканские буйволы, львы, антилопы.
Среди обильной орнитофауны страны наиболее распространены венценосные журавли, цесарки, куропатки, утки, гуси, перепела, бекасы. На территории страны гнездится и высиживает птенцов 451 вид птиц.
Рост населения приводит к сокращению или исчезновению популяций многих видов животных.
В озере Танганьика водится большое количество рыбы, в том числе нильский окунь, пресноводные сардины. Более 130 видов рыб, обитающих в Танганьике, являются эндемиками.
По рекомендации консульской службы МИД РФ, следует проявлять осторожность при купании в Танганьике, поскольку известны случаи нападения гиппопотамов и крокодилов, обитающих в его водах, на людей, что оканчивалось смертью для лиц, подвергшихся нападению животных. Кроме того, отмечается, что в Бурунди обитает множество видов змей, в том числе весьма ядовитых, в связи с чем дипломаты настоятельно советуют туристам при выезде на природу иметь при себе противозмеиную сыворотку и сапоги с высокими голенищами.

### Охраняемые территории
В Бурунди есть два национальных парка.
1. Национальный парк Кибира (площадь 37 870 га) расположен на северо-западе страны, прилегает к Лесному национальному парку Ньюнгве в Руанде. Официально находится под защитой с 1933 года, сохраняет небольшой регион горных тропических лесов, которые занимают 96 % площади парка. Преобладающими видами растений являются Symphonia globulifera, Newtonia buchananii, Albizia gummifera и Entandrophragma excelsum. Есть также территории, занятые гористыми болотами и бамбуком Arundinaria alpine[17].
2. Национальный парк Рувубу (площадь 43 630 га), созданный в 1980 году, расположен вдоль одноимённой реки на северо-востоке Бурунди, в 20 км от Гитеги. Он славится разнообразием живописных пейзажей. Долина реки Рувубу образует ряд меандров, окаймлённых болотной растительностью, лесами и саваннами[18]. В парке зарегистрировано более двухсот видов пернатых, включая мадагаскарскую жёлтую цаплю, степного луня, степную пустельгу и болотного дупеля. Здесь обитает огромное количество водяных птиц, среди которых самыми многочисленными популяциями представлены белый африканский пеликан (насчитывается более тысячи особей), аист-клювач и дрофа, численность которых по всему миру стремительно сокращается. Среди птиц, встречающихся в парке, можно выделить турача, золотистую щурку и др. Крупные животные представлены здесь львами, гиппопотамами, бородавочниками, буйволами и такими подвидами антилоп, как бушбоки, ситатунги, импалы, лошадиные антилопы[19].

## История

### Древний период
Древняя и средневековая история Бурунди изучена слабо. Первыми жителями, населявшими данный регион, были пигмеи тва, которых вытеснили приблизительно в 1000 году н. э. земледельцы хуту. В XV—XVI веках сюда пришли кочевники-скотоводы тутси.
В XVII веке на территории современного Бурунди сложилось независимое феодальное королевство Бурунди. Первый известный мвами (король) Нтаре I объединил существовавшие на этой территории разрозненные государства и создал единое королевство. В годы правления Нтаре II происходит расцвет королевства. В ходе многочисленных войн с соседями Нтаре II расширил территорию своего королевства почти до современных границ. С конца XIX века до начала XX века в государстве шли междоусобные войны.

### Колониальный период
Первым европейцем, который посетил территорию современного Бурунди, был Джон Ханниг Спик, путешествовавший с Ричардом Бёртоном в районе озера Танганьика в 1858 году. Путешественники обогнули северную оконечность озера в поисках истока Нила. В 1871 году Стенли и Ливингстон добрались до Бужумбуры и исследовали район Рузизи. Здесь они исследовали вытекающую из Танганьики реку Муже. Спустившись по реке, они установили контакт с местным племенем. Стэнли и Ливингстону поставлен памятный монумент. После Берлинской конференции 1884—1885 годов немецкая зона влияния в Восточной Африке была расширена до территории современных Руанды и Бурунди. В 1894 году немецкий граф фон Гётзен обнаружил озеро Киву. Спустя четыре года территорию современного Бурунди посетили первые миссионеры.
В 1890-х годах Бурунди была немецкой колонией, а после Первой мировой войны перешла к Бельгии. Данный регион рассматривался колонизаторами как единое государство Руанда-Урунди. С 1925 года оно стало частью Бельгийского Конго. В отличие от Конго, которое управлялось исключительно Брюсселем, в Руанде-Урунди власть оставалась за аристократией тутси. На протяжении 1950-х годов бельгийское правительство, несмотря на международное давление, отказывалось предоставлять независимость своим колониям. Однако обстановка в колониях стала выходить из-под контроля, поэтому в 1959 году началась подготовка к предоставлению независимости Конго и Руанда-Урунди.
В 1961 году на состоявшихся в Бурунди выборах, вопреки желанию колониальной администрации, победила партия УПРОНА, набравшая 80 % голосов и получившая 58 из 64 мест в законодательном органе. Принц Луи Рвагасоре, назначенный премьер-министром, 13 октября был убит агентами из оппозиционной Христианско-демократической партии Бурунди (ХДПБ). Его смерть разрушила сплочённость хуту и тутси, за которую он боролся долгие годы.

### Современная история
1 июля 1962 года была провозглашена независимость Королевства Бурунди. С момента получения независимости власть в стране оказалась в руках тутси, этнического меньшинства в новом государстве. Мвами (король) Мвамбутса IV при поддержке правящей партии Союз за национальный прогресс (УПРОНА) установил в стране авторитарный режим. С первых лет получения независимости правительство УПРОНА отказывалось предоставлять хуту равные с ними права. Такая политика разжигала межэтнические противоречия в стране.
В октябре 1965 года хуту предприняли неудачную попытку военного переворота, окончившегося новыми арестами и казнями представителей этой этнической группы. Тогда же начались серьёзные разногласия среди руководителей тутси. Спустя год после того, как был подавлен мятеж хуту, 8 июля 1966 года наследный принц Шарль Ндизейе, при поддержке армии во главе с полковником Мишелем Мичомберо, осуществил государственный переворот, сверг своего отца и вступил на трон под именем Нтаре V. 28 ноября в ходе очередного военного переворота он был свергнут полковником Мичомберо, который провозгласил Бурунди республикой, а себя — первым президентом страны. Тем не менее монархисты-тутси не оставляли попыток вернуться к власти и в 1972 году предприняли неудачную попытку свергнуть режим Мичомберо, закончившуюся массовыми убийствами (в ходе подавления восстания погиб бывший король Нтаре V).
В дальнейшем страна пережила ещё несколько попыток переворота, в результате которых в стране устанавливалась военная диктатура. В 1987 году к власти пришёл майор Пьер Буйоя, в годы правления которого начались опасные этнические столкновения между тутси и хуту. На состоявшихся 1 июня 1993 года первых в истории страны демократических президентских выборах главой государства стал представитель хуту Мельхиор Ндадайе, который вскоре был свергнут и убит военными тутси. Впоследствии стране началась гражданская война между двумя этническими группами, но вскоре наступило небольшое затишье, и в 1994 году Национальное собрание избрало нового президента Сиприена Нтарьямиру, скорая гибель которого вызвала новую волну межэтнических столкновений. В это время в соседней Руанде происходил геноцид тутси и множество людей бежали в Бурунди. На фоне этих беспорядков в июле 1996 года произошёл новый военный переворот и к власти пришёл тутси майор Пьер Буйоя. ООН и ОАЕ осудили новый военный режим и ввели против Бурунди ряд экономических санкций.
После нескольких лет гражданской войны и межэтнических конфликтов в Бурунди установилось относительное спокойствие, в основном благодаря международному присутствию в стране. Президент Домисьен Ндайизейе и лидер этнической группировки хуту «Силы национального освобождения» Агатон Рваса подписали договор о прекращении насилия по итогам переговоров в Танзании.

## Политическое устройство

### Конституция
Первая конституция Бурунди была принята в 1981 году. Согласно ей, главой государства и правительства являлся президент, избираемый на пятилетний срок на прямых всеобщих выборах. В конституции содержалось положение, согласно которому кандидатом на пост президента мог быть только лидер единственной законной партии страны — Союза за национальный прогресс (УПРОНА), где преобладали тутси. С принятием в 1992 году новой конституции, в стране была разрешена многопартийность, а президент стал избираться всеобщим голосованием. В настоящее время в стране действует конституция, принятая на референдуме в феврале 2005 года.

### Исполнительная власть
Исполнительная власть сосредоточена в руках президента, который по конституции является главой государства и правительства. Избирается прямым голосованием сроком на 5 лет, но не более двух сроков. Он также является главнокомандующим армии, гарантом национального единства. Пьер Нкурунзиза был избран на этот пост голосованием парламента согласно переходной конституции, принятой в феврале 2005 года. 28 июня 2010 года в стране начались прямые президентские выборы, в которых Нкурунзиза остался единственным участником после выхода из предвыборной борьбы всех альтернативных кандидатов. В итоге Нкурунзиза занимал пост вплоть до своей смерти в 2020 году. Действующий глава государства — Эварист Ндайишимие.
Президенту в выполнении полномочий ассистируют два вице-президента, один из которых координирует политическую и административную, а второй — экономическую и социальную сферы. Оба вице-президента назначаются главой государства после совещания с Национальной Ассамблеей. В формировании Совета министров играет роль этнический состав, который определяется квотами для хуту (60 %) и тутси (40 %).

### Законодательная власть
Законодательная власть представлена двухпалатным парламентом, состоящим из Национальной Ассамблеи (фр.  L'Assemblée Nationale) и Сената. В состав Национальной Ассамблеи входят не менее 100 членов, избираемых сроком на 5 лет. При её формировании учитывается этнический (60 % хуту и 40 % тутси) и половой (70 % мужчины и 30 % женщины) принципы. Национальная независимая избирательная комиссия назначает также дополнительных членов для представления интересов этнических меньшинств.
Сенат состоит из 49 членов, 34 из которых избираются непрямым голосованием на срок 5 лет, оставшиеся места распределяются между этническими меньшинствами и бывшими главами государства.
Законодательные функции парламента ограничены конституцией. Президент после совещания с конституционным судом может принять указ, имеющий силу выше закона.

### Судебная власть
На самом низком уровне мелкие споры решаются на основе обычного права судами холмов (рунди intahe yo ku mugina), которые состоят из старейшин (рунди abashingantahe)
и других избираемых членов.
На уровне коммун действуют магистратские суды по месту жительства (фр. Tribunal de Résidence), а на уровне провинций — суды высокой инстанции (фр.  Tribunaux de Grande Instance), решения которых могут быть обжалованы в трёх апелляционных судах, расположенных в Бужумбуре, Нгози и Гитеге.
Судом высшей инстанции по гражданским и уголовным делам является Верховный суд (фр. La Cour supreme). В стране также действует Конституционный суд (фр.  La Cour Constitutionnelle), который рассматривает дела, связанные с толкованием конституции, а также нарушениями прав человека.

### Политические партии
До обретения независимости было зарегистрировано более 23 политических партий, из которых лишь две оказывали значительное влияние на жизнь страны — Национальная партия прогресса и единства (УПРОНА), основанная принцем Луи Рвагасоре, и Народная партия (НП), партия хуту. Однако УПРОНА, контролировавшая 58 из 64 мест в Национальной Ассамблее, была подвержена внутренним конфликтам, базировавшимся в основном на национальной почве. Поэтому НП слилась в парламенте с крылом хуту партии УПРОНА, образовав так называемую «группу Монровия», а крыло тутси образовало «группу Касабланка».
В 1966 году президент Мичомберо запретил все партии, кроме УПРОНА. 1 ноября 1979 года, после смещения Мичомберо в результате переворота, было объявлено о роспуске УПРОНА. Однако уже в 1979 году партия вновь участвовала в государственном управлении, а по конституции 1981 года являлась единственной легальной политической организацией страны.
Президентские и парламентские выборы 1993 года привели к поражению партии УПРОНА, когда 72 % голосов завоевала партия президента Ндадайе Демократический фронт Бурунди (ФРОДЕБУ). В 1990-х годах возникли новые партии такие, как Бурундийский африканский альянс спасения (АБАСА), Объединение за демократию и экономическое и социальное развитие (РАДДЕС), Народная партия согласия. Также функционировали небольшие повстанческие организации с политическим влиянием, например, Палипехуту — Силы национального освобождения, и Национальный совет защиты демократии — Силы защиты демократии.
В настоящее время наиболее значимыми партиями являются ФРОДЕБУ, Национальный совет защиты демократии — Фронт защиты демократии, УПРОНА.

### Вооружённые силы
Затраты на вооружённые силы составляют 5,9 % от ВВП страны (2006). Общее количество вооружённых сил (март 2006 года) — 50 500 человек, из которых 89,1 % — служат в армии, 10,9 % — жандармерии.

### Внешняя политика
18 сентября 1962 года Бурунди было принято в ООН. Член экономической комиссии для Африки и практически всех нерегиональных специализированных агентств, входит в международную организацию стран АКТ. Член Африканского банка развития, Африканского союза, Группы-77 и других международных организаций.
Имеет дипломатические отношения с Российской Федерацией (установлены с СССР 1 октября 1962 года).

## Административное деление
Страна разделена на 18 провинций, поделённых на 117 коммун, которые делятся на 2638 колин.
| - Бубанза - Бужумбура-Мери - Бужумбура-Рураль - Бурури - Гитега - Карузи - Каянза - Кирундо - Макамба | - Мваро - Муйинга - Мурамвья - Нгози - Руйиги - Румонге - Рутана - Чанкузо - Чибитоке |

## Население

### Демографические данные
Население страны составляет 8 856 000 (2008), из которых 80,9 % — хуту, 15,6 % — тутси, 1,6 % — лингала, 1 % — пигмейский народ тва. Плотность населения — 323,4 человек на один квадратный километр. В городах проживает 10 % населения страны (2005).
Численность женщин превышает численность мужчин (51,18 % и 48,82 %, соответственно; на 2005 г.).
45,1 % населения относится к возрастной группе до 15 лет, 29 % — в возрасте от 15 до 29 лет, 13,7 % — от 30 до 44 лет, 8,2 % — от 45 до 59 лет, 3,2 % — от 60 до 74 лет, 0,7 % — от 75 до 84 лет, 0,1 % — 85 лет и выше (2005).
Средняя продолжительность жизни (2005): 47 лет у мужчин, 49,8 лет у женщин.
Рождаемость составила 46 детей на 1000 жителей (2008), смертность — 16 человек на 1000 жителей (2008). Естественный прирост — 30 человек на 1000 жителей (2008). Младенческая смертность — 60,77 ребёнка на 1000 новорождённых (2008).
Экономически активное население (2003) составляет 3 464 000 человек (49,2 %).
Уровень миграции составляет минус 12,9 промилле (или 80 001 убывших в абсолютных величинах) (2000).

### Религия
Правительство Жан-Батиста Багазы (1976—1987) сочло католическую церковь поддерживающей хуту, что противоречило взглядам правительства, поэтому оно ограничило литургии, запретило религиозные собрания без разрешения, национализировало католические школы, запретило католическое молодёжное движение и закрыло католические радио и газету. В 1986 году были объявлены вне закона Свидетели Иеговы и адвентисты седьмого дня. В сентябре 1987 года новый президент Бурунди Пьер Буйоя прекратил все преследования католической церкви. В настоящее время большая часть официальных религиозных праздников — католические. В 2002 году Свидетели Иеговы и адвентисты седьмого дня были вновь признаны легальными миссионерскими группами. В стране конституционно закреплена свобода вероисповедания, главам большинства религиозных общин предоставлен дипломатический статус.
Христианство исповедует 92,9 % населения (2010). Самые крупные христианские конфессии — католики (5,85 миллиона) и пятидесятники (1 миллион). Местных традиционных верований придерживаются 5,5 % жителей страны, мусульман насчитывается 130 тысяч.
Традиционные верования основаны на вере в судьбу в лице Иманы, являющегося источником всей жизни и добра. Традиционная религия является формой анимизма. Считается, что физические объекты имеют своих духов. Существует особое уважение к мёртвым предкам. У хуту их духи приходят со злыми намерениями, в вере тутси — влияние предков более мягкое. Скот, по традиционным верованиям, также обладает духовной силой.

### Языки
Официальными языками в стране являются рунди и французский, а с 2014 года официальный статус получил и английский язык. В Бужумбуре в качестве языка торговли распространён суахили, на котором говорят около 6 400 человек. Примечательно, что на рунди говорят и хуту, и тутси.

## Экономика
Бурунди — слаборазвитое аграрное государство. Одна из беднейших стран в мире, где свыше половины населения живёт за чертой бедности. Около 50 % территории используется под пашню, 36 % — под пастбища, остальную площадь занимают преимущественно леса и не пригодные к пахоте земли. В сельском хозяйстве занято более 90 % всего трудоспособного населения страны. Из всех выращиваемых культур большая часть остаётся на внутреннем рынке Бурунди. 54 % экспорта составляет кофе. Экспортируются также чай, хлопок и шкуры. В озере Танганьика ведётся промышленный лов рыбы.
Промышленность развита слабо. Пищевые и текстильные предприятия, а также производство строительных материалов и пальмового масла в основном принадлежат европейцам. Оловянная руда, бастнезит, вольфрам, колумбитотанталит, золото и торф добываются в небольшом количестве. В небольшом объёме производится добыча залежей никеля и урана; имеющиеся запасы платины до сих пор не эксплуатируются. Серьёзный ущерб экономике нанесли постоянные межплеменные конфликты и угроза гражданской войны. Страна зависит от международной экономической помощи и потому имеет большую внешнюю задолженность. Инфляция в 2007 году составляла 8,3 %, в 2008 году — 24,5 %. В 2009 году рост ВВП составил 3,5 %.

### Сельское хозяйство
Сельское хозяйство производит 33,5 % от ВВП страны (2005). В этой отрасли задействовано более 90 % населения страны. Общая площадь пахотных земель составляет 1 100 000 га (43 % общей площади), из которых 74 000 га (6,7 % пахотных земель) являются орошаемыми.
Кофе и чай являются основными экспортными продуктами. В 2001 году экспорт кофе составил 54 % от общего экспорта, в 2006 году — 67,7 %. После кофе на втором месте по значимости в экспорте стоит чай, который обеспечивает средства к существованию для порядка 300 тысяч мелких фермеров на востоке африканского государства. Так Государственный чайный совет Бурунди сообщил, что доход от экспорта в первом полугодии 2013 года упал до 11,9 миллиона долларов США по сравнению с 13,9 миллиона долларов США годом ранее. Страна экспортировала 4 613 262 кг чая в 2013 году, по сравнению с 4 882 512 кг чайного экспорта 2012 года. 90 % бурундийского чая идёт за рубеж. В Россию на 2013 год поставок не было. Правительство страны регулирует ценовую и торговую политику по кофе: все контракты на экспорт кофе нуждаются в подтверждении. Государство поддерживает производство чая и хлопка для диверсификации экспорта.
Основные продукты внутреннего потребления: маниок, фасоль, бананы, сладкий картофель, зерновые культуры и сорго. На плантациях, расположенных вдоль берега озера Танганьика, получают пальмовое масло. На гористых районах выращиваются табак и пшеница.
Объёмы производства продуктов земледелия в 2005 году распределялись так: бананы составили 1 600 000 т, сладкий картофель — 835 000 т, маниок — 710 000 т, фасоль — 220 218 т, кукуруза — 123 000 т, сорго — 67 947 т, рис — 67 947 т, таро — 62 000 т, горох — 33 500 т, кофе — 7 800 т, чай — 7 500 т, хлопок — 4 654 т.
Традиционно социальное положение в Бурунди зависело от количества скота. В связи с этим и плохими санитарными условиями в стране накопилось большое количество скота с низкими показателями производительности. К примеру, каждая корова приносит в среднем только 350 л молока в год (17 % от среднемирового уровня).
Поголовье коз составляет 750 000, крупного рогатого скота — 396 000, овец — 243 000 (2005), свиней — 61 000, кур — 4 миллиона(1999). Производство молока оценивается в 23 000 тонн (1999). Оценочное потребление мяса составляет всего 48 калорий в сутки на человека (10 % от среднемирового).

### Промышленность
Промышленность страны длительное время находилась в упадке под воздействием гражданской войны. Предприятия начали восстанавливаться в 1998 году, когда повысились объёмы производства сахара, молока, красок, мыла, бутылок, фармацевтики и текстиля, были реконструированы ряд ведущих фабрик страны, а также возобновлены проекты по добыче никеля и золота.
Большинство промышленных предприятий расположены в Бужумбуре и занимаются переработкой хлопка, кофе, чая, растительного масла и древесины. Существуют также небольшие производства напитков, мыла, обуви, инсектицидов, строительных материалов, мебели и др.
В стране добываются колумбитотанталитовая руда, никель, золото, каолин, олово и вольфрам для экспорта и известняк, торф, гравий — для внутренних нужд.

### Транспорт и коммуникации
Страна не имеет выхода к морю, а также железных дорог. Через Бурунди проходит транс-африканский автодорожный маршрут шоссе Лагос-Момбаса. Общая протяжённость автомобильных дорог составляет 12 322 км (2004), из них лишь 7 % асфальтированы. Количество легковых автомобилей составляет 19 800, грузовиков и автобусов — 14 400.
Воздушный транспорт представлен компанией Air Burundi, которая осуществляет перелёты внутри страны, а также в Руанду, Танзанию и Демократическую Республику Конго. Международные авиаперелёты осуществляют также компании Air Zaïre, Sabena и другие. Аэропорт в Бужумбуре — международный и в год (2005) принимает 73 072 пассажира, отправляет 63 908 пассажиров; отгруженный груз составил 3 093 т, загруженный — 188 т. Функционируют также 7 более мелких аэропортов и один аэродром для посадки вертолётов.
На 1000 жителей страны приходится 20 сотовых и 4,1 стационарных телефонов (2005), 4,8 персональных компьютеров (2004), 7,7 пользователей сети Интернет (2006).

### Энергетика
В 2005 году в Бурунди было произведено 137 миллионов кВт·ч электроэнергии (99 % — за счёт гидроэлектростанций), потребление электроэнергии составило 161,4 миллионов кВт·ч. Все нефтепродукты страна импортирует из Кении и Танзании. Основную часть (94 %) потребления энергии обеспечивают древесина и торф.

### Валюта
Национальной валютой является бурундийский франк (BIF), который был введён в обращение 19 мая 1964 года, когда банкноты Банка Эмиссии Руанды и Бурунди номиналами в 5, 10, 20, 50, 100, 500 и 1000 франков были перепечатаны Банком Королевства Бурунди для обращения в стране.
В 1966 году банкноты номиналом от 20 франков и выше были перепечатаны Банком Республики Бурунди для замены на них слова «Королевство» на «Республика». В 1968 году банкноты номиналом 10 франков были заменены монетами. В 2001 году была введена банкнота в 2000 франков, в 2004 году — 10 000 франков.

### Внешнеэкономические связи
Экспорт (2017): 163 миллиона долларов США: кофе — 23 % ($38 миллионов), золото — 23 % ($36,9 миллиона), чай — 16 % ($25,7 миллиона), ниобиевая, танталовая, ванадиевая и циркониевая руды — 7,2 % ($11,8 миллиона).
Главные покупатели: Объединённые Арабские Эмираты — 24 % ($38,4 миллиона), Демократическая Республика Конго — 15 % ($24,1 миллиона), Пакистан — 8,1 % ($13,2 миллиона) и Индия — 6,6 % ($10,8 миллиона).
Импорт (2017): 774 миллиона долларов США: нефтепродукты — 17 %($131 миллион), упакованные медикаменты — 6,2 % ($48,1 миллиона), рис — 4 % ($31,2 миллиона), нерафинированный сахар — 3,8 % ($29,5 миллиона) и автомобили — 3,1 % ($24,2 миллиона), так же в страну ввозится иная промышленная продукция и продовольствие.
Главные поставщики: Китай — 14 % ($111 миллионов), Индия — 13 % ($103 миллиона), Саудовская Аравия — 8,1 % ($62,4 миллиона), Танзания — 7,3 % ($56,2 миллиона) и Кения — 6,5 % ($50,4 миллиона).

## Культура

### Музеи и библиотеки
Сохранился один из многочисленных дворцов правителей страны — мвами. В Гитеге находится Национальный музей (основан в 1955 году), в котором хранятся экспонаты народного искусства, исторические документы и предметы, при нём также функционирует библиотека. В Восточной Африке город известен гончарными изделиями. В Musée Vivant, основанный в 1977 году в Бужумбуре, хранятся экспонаты, освещающие все аспекты жизни страны.
В Бурунди насчитывается 60 библиотек, самые крупные из которых расположены в столице и её окрестностях: Публичная библиотека (27 000 томов), библиотека Университета Бурунди (192 000 томов), библиотека Французского культурного центра (33 000 томов).

### Музыка и танцы
Музыка Бурунди и Руанды очень похожи, поскольку обе страны населяют хуту и тутси. На семейных собраниях поются песни имвийно (рунди imvyino) с короткими припевами и большим барабанным боем. Одиночные певцы или небольшие группы исполняют песни индиримбо (рунди indirimbo). Мужчины исполняют ритмичные песни с криками квишонгора (рунди kwishongora), а женщины — сентиментальные билито (рунди bilito). Также типичной бурундийской музыкой является пение шёпотом.
Основными музыкальными инструментами являются инанга (рунди inanga), идоно (рунди idono), икихусехама (рунди ikihusehama), икембе (рунди ikimbe) и другие. Барабаны играют роль в жизни не только как музыкальные инструменты, но и как символы власти и статуса.
Наиболее известным барабанным ансамблем страны является The Royal Drummers of Burundi, состоящий из 20 человек, которые получают навыки игры на барабанах из поколения в поколение. Начиная с 1960-х годов ансамбль начал выезжать с концертами в другие страны мира; были выпущены альбомы Batimbo (Musiques Et Chants) (1991), Live at Real World (1993) и The Master Drummers of Burundi (1994).
Барабанное исполнение часто сопровождается танцами. Одним из известных бурундийских танцев является будемера (рунди Budemera). Танцоры исполняют будемеру в круге, у вождя в руке имеется коровий хвост. Певцы во время танца прославляют свадьбу, человеческие отношения, красоту женщин и т. д.

### Праздники
| Дата       | Название                 |
| ---------- | ------------------------ |
| 1 января   | Новый год                |
| 5 февраля  | День единства            |
| 1 мая      | День труда               |
| подвижный  | Вознесение Иисуса Христа |
| 1 июля     | День независимости       |
| 15 августа | Вознесение Святой Марии  |
| 13 октября | День Рвагасоре           |
| 21 октября | День Ндадайе             |
| 1 ноября   | День всех святых         |
| 28 ноября  | День Республики          |
| 25 декабря | Рождество                |

## Социальная сфера

### Образование
Образование является обязательным для детей с 7 до 13 лет. Начальное образование длится 6 лет и ведётся на рунди и французском. Обучение в средних школах длится 7 лет, в средних профессиональных учебных заведениях — 5 лет. Единственным высшим учебным заведением является Университет Бурунди, основанный в 1960 году.
Острой проблемой в сфере образования является нехватка подготовленного преподавательского и административного персонала. Другой проблемой остаётся дискриминация по этническому признаку, что выражается в преобладании представителей тутси в средних учебных заведениях и в университете.
Грамотность населения (от 15 лет и выше) в 2003 году составила 51,6 % (мужчины — 58,5 %, женщины — 45,2 %).
| Учебные заведения          | Количество учебных заведений | Количество преподавателей | Количество учащихся | Количество учащихся на одного преподавателя |
| -------------------------- | ---------------------------- | ------------------------- | ------------------- | ------------------------------------------- |
| Начальные школы (7—13 лет) | 1 5121                       | 18 889                    | 968 488             | 51,2                                        |
| Средние школы (14—20 лет)  | 40051                        | 8 047                     | 140 735             | 17,5                                        |
| Высшее образование         | 1                            | 669                       | 15 706              | 23,5                                        |

1 данные на 1998 год

### Здравоохранение
Страна испытывает крайнюю нехватку в квалифицированном медицинском персонале и медикаментах, из-за чего происходят регулярные вспышки менингита и холеры с большим числом смертельных случаев. Доступ к медицинскому обслуживанию усложнён неплатёжеспособностью населения.
В стране 1 врач приходится на 37 581 жителя (всего 200 врачей), 1 больничная койка — 1657 жителей (всего 3380 коек) (2004). На конец 2001 года число людей, живущих с ВИЧ, оценивалось в 390 тысяч человек (8,3 % от взрослого населения). Тенденция к снижению эпидемии ВИЧ в Бурунди, наблюдавшаяся с конца 1990-х годов, достигла отметки 3,3 % от взрослого населения, живущих с ВИЧ, к 2005 году, после чего начала снова расти.

## СМИ
Несмотря на то, что в стране официально нет никаких ограничений свободы слова, правительство контролирует единственную ежедневную газету Le Renouveau du Burundi, две главные радиостанции и телевидение.
Периодические издания: Le Renouveau du Burundi (Обновление Бурунди), Ubumwe (Единство) — правительственные газеты, Ndongozi (Лидер) — основана католической церковью, Arc-en-ciel (Радуга) — частная еженедельная газета на французском языке.
Единственный телевизионный канал La Radiodiffusion et Télévision Nationale de Burundi (RTNB) контролируется правительством; ведёт трансляцию на рунди, суахили, французском и английском языках. Основан в 1984 году, транслирует передачи в цветном изображении с 1985 года. На 1000 жителей приходится 37 телевизоров (2004).
Радио является основным источником информации для жителей страны. В Бурунди действуют:
- Radio Burundi (RTNB) — контролируется правительством, ведёт трансляцию на рунди, суахили, французском и английском языках, запущено в 1960 году
- Bonesha FM — финансируется международными организациями,
- Radio Publique Africaine — частное, финансируется из ООН и других зарубежных источников,
- Radio CCIB+ — финансируется Торговой палатой Бурунди,
- Radio Culture — частично финансируется министерством здравоохранения,

Radio Isanganiro — частное.
Агентства новостей — Agence Burundaise de Presse (ABP) — контролируется правительством, Azania, Net Press — частные.
В 2006 году в стране было зафиксировано 60 000 пользователей сети Интернет, но уже в 2009 году количество пользователей сети Интернет выросло до 157 800

## Спорт
Бурунди участвует в Летних олимпийских играх с 1996 года, посылая на них спортсменов-легкоатлетов и пловцов. Единственную золотую медаль в копилку Бурунди принёс Венусте Нийонгабо, сенсационно выигравший золото в беге на 5000 м в Атланте в 1996 году. Этот же легкоатлет выиграл «бронзу» чемпионата мира 1995 года на дистанции 1500 метров.
На Олимпийских Играх 2016 г. в Рио-де-Жанейро в лёгкой атлетике в забеге на 800 м Франсина Нийонсаба (Niyonsaba Francine) выиграла серебро
Футбольная Ассоциация Бурунди (фр. Fédération de Football du Burundi) была создана в 1948 году и является членом ФИФА с 1972 года. Молодёжная сборная по футболу квалифицировалась на чемпионат мира ФИФА для игроков до 20 лет в Катаре в 1995 году, где выбыла после стадии группового турнира.

## Достопримечательности
Несмотря на экономическую отсталость страны, в Бурунди есть множество объектов, посещаемых туристами. К ним относятся Бужумбура со зданием парламента и бывшей колониальной администрацией, столица страны Гитега с королевским дворцом. Среди природных туристических объектов наиболее популярны водопады Кагеры, горячие источники Кибаби, национальные парки Рузизи и Рувубу, природные резерваты Макамба и Бурури, озеро Танганьика.